# Прогрессовское сельское поселение (Воронежская область)
Прогрессовское се́льское поселе́ние — муниципальное образование в Панинском районе Воронежской области Российской Федерации.
Административный центр — село Михайловка 1-я.

## История
Законом Воронежской области от 13 апреля 2015 года № 42-ОЗ, Борщёвское и Прогрессовское сельские поселения преобразованы, путём объединения, в Прогрессовское сельское поселение с административным центром в селе Михайловка 1-я.

## Население
| 2000  | 2005  | 2010  | 2012 | 2013 | 2014 | 2015 |
| ----- | ----- | ----- | ---- | ---- | ---- | ---- |
| 1241  | ↘1124 | ↘961  | ↘923 | ↘891 | ↘886 | ↘884 |
| 2016  | 2017  | 2018  |      |      |      |      |
| ↗1344 | ↘1316 | ↘1281 |      |      |      |      |

## Состав сельского поселения
| № | Населённый пункт | Тип населённого пункта       | Население |
| - | ---------------- | ---------------------------- | --------- |
| 1 | Борщёво          | село                         | ↘357      |
| 2 | Ивановка         | село                         | ↘107      |
| 3 | Марьевка         | село                         | ↘122      |
| 4 | Михайловка 1-я   | село, административный центр | ↘607      |
| 5 | Никольское       | село                         | ↗125      |
| 6 | Пады             | село                         | ↘224      |

Ранее на территории поселения находились еще сёла Соловьёвка, Воскресеновка и Куликовка, теперь несуществующие.